# Dubbelhopen i Perseus
Dubbelhopen i Perseus eller NGC 884 och NGC 869, även känd som Caldwell 14, är en dubbel stjärnhop som ligger ungefär 8 grader sydväst om Ruchbah. Denna magnifika samling ljusa stjärnor har varit kända sedan urminnes tider. På grund av sin storlek syns dessa två hopar med över 100 stjärnor bäst i kikare eller ett teleskop med vidvinkelokular. Om man studerar dessa hopar närmare kan man upptäcka mängder av dubbel-, multipel- och variabelsystem.
Den dubbla stjärnhopen har varit känd sedan antiken och finns först dokumenterad hos Hipparkos.